# Jack Huston
Jack Alexander Huston (King’s Lynn vagy London, 1982. december 7. –) brit színész.
2010 és 2013 között az HBO Boardwalk Empire – Gengszterkorzó című drámasorozatában alakította Richard Harrow szerepét. 2020-ban a  Fargo negyedik évadjának egyik főszereplője volt. 2013-ban az Amerikai botrány című film mellékszereplője volt, majd 2016-ban a Ben-Hur címszerepét kapta meg.

## Pályafutása
Karrierjét a 2004-ben bemutatott, kétrészes Spartacus című minisorozatban kezdte, Flaviust alakítva. Ezt követően nagyobb szerepekben tűnt fel, a Hullócsillag (2006) című életrajzi filmben Gerard Malanga amerikai költőt formálta meg. 2007-ben a Varázsgomba – Készen állsz a végső utazásra? című horrorfilmben, majd az évtized végén A kívülálló (2008) és a Shrink – Dilidoki kiütve (2009) című filmekben játszott. 
2010-ben az Alkonyat – Napfogyatkozás egy kisebb szerepét osztották rá. 2010-től 2013-ig a HBO Boardwalk Empire – Gengszterkorzó című bűnügyi drámasorozatában alakította Richard Harrowot, aki az első világháborúban eltorzult arcú lövészből vált gengszterré. 2010 decemberében jelentették be, hogy Huston a sorozat állandó szereplője lesz.
2013-ban az Öld meg kedveseid című életrajzi filmdrámában Jack Kerouac írót keltette életre. Ugyanebben az évben még Bille August Éjféli gyors Lisszabonba című drámájában és David O. Russell Amerikai botrány című filmvígjáték-drámájában tűnt fel. Utóbbival, a többi szereplővel közösen Screen Actors Guild-díjat nyert. 2015-ben a Nicholas Sparks regényéből készült Hosszú utazás szereplője volt. 2019-ben Robert F. Kennedyt alakíthatta Az ír című Martin Scorsese-filmben.
2020-ban mellékszerepet adtak neki az FX Fargo című drámasorozatának negyedik évadjában. A sorozat epizódjaiban Odis Weffet, Kansas City korrupt és OCD-s nyomozóját játszotta. 2023-ban debütált rendezőként, Day of the Fight című filmjével. A főszerepet Michael Pitt kapta meg, a film a 80. Velencei Nemzetközi Filmfesztiválon debütált.

## Magánélete
2011-ben kezdett randevúzni Shannan Click modellel, akit 2022 márciusában vett feleségül Las Vegasban. Két gyermekük született: egy lány (2013-ban) és egy fiú (2016-ban).

## Filmográfia

### Film
| Év   | Magyar cím                                   | Eredeti cím                     | Szerep                                   | Magyar hang      |
| ---- | -------------------------------------------- | ------------------------------- | ---------------------------------------- | ---------------- |
| 2005 |                                              | Neighborhood Watch              | Bob                                      |                  |
| 2006 | Hullócsillag                                 | Factory Girl                    | Gerard Malanga                           |                  |
| 2007 | Varázsgomba – Készen állsz a végső utazásra? | Shrooms                         | Jake                                     | Seder Gábor      |
| 2008 | A kívülálló                                  | Outlander                       | Wulfric                                  | Király Attila    |
| 2008 |                                              | The Garden of Eden              | David Bourne                             |                  |
| 2009 | Shrink – Dilidoki kiütve                     | Shrink                          | Shamus                                   | Seder Gábor      |
| 2009 |                                              | Boogie Woogie                   | Joe                                      |                  |
| 2010 |                                              | Mr. Nice                        | Graham Plinson                           |                  |
| 2010 | Alkonyat – Napfogyatkozás                    | The Twilight Saga: Eclipse      | Royce King II                            |                  |
| 2011 |                                              | Wilde Salome                    | Lord Alfred                              |                  |
| 2012 | Bombaüzlet                                   | The Hot Potato                  | Danny                                    | Seszták Szabolcs |
| 2012 | Bombaüzlet                                   | The Hot Potato                  | Danny                                    | Mészáros Béla    |
| 2012 | Jack és Jack                                 | Two Jacks                       | Jack Hussar Junior                       |                  |
| 2012 |                                              | Not Fade Away                   | Eugene Gaunt                             |                  |
| 2013 | Öld meg kedveseid                            | Kill Your Darlings              | Jack Kerouac                             | Makranczi Zalán  |
| 2013 | Éjféli gyors Lisszabonba                     | Night Train to Lisbon           | Amadeu                                   | Szatory Dávid    |
| 2013 | Amerikai botrány                             | American Hustle                 | Pete Musane                              | Makranczi Zalán  |
| 2014 |                                              | Posthumous                      | Liam Price                               |                  |
| 2015 | Hosszú utazás                                | The Longest Ride                | Ira Levinson fiatalon                    | Fehér Tibor      |
| 2016 | Büszkeség és balítélet meg a zombik          | Pride and Prejudice and Zombies | George Wickham                           | Szabó Máté       |
| 2016 | Ave, Cézár!                                  | Hail, Caesar!                   | férfi a taxiban                          | Papp Dániel      |
| 2016 | Ben-Hur                                      | Ben-Hur                         | Júda Ben-Hur                             | Szatory Dávid    |
| 2016 |                                              | Past Forward (rövidfilm)        | férfi                                    |                  |
| 2016 | A nemzet érdekében                           | Their Finest                    | Ellis Cole                               |                  |
| 2017 | Sivatagi madarak                             | The Yellow Birds                | Sterling őrmester                        | Szabó Máté       |
| 2018 |                                              | An Actor Prepares               | Adam                                     |                  |
| 2019 | A gyanú árnyékában                           | Above Suspicion                 | Mark Putnam                              | Baráth István    |
| 2019 | Az ír                                        | The Irishman                    | Robert F. Kennedy                        | Penke Bence      |
| 2019 | A csendmadár                                 | Earthquake Bird                 | Bob                                      |                  |
| 2020 | Antebellum: A kiválasztott                   | Antebellum                      | Jasper százados                          | Varga Gábor      |
| 2021 | A Gucci-ház                                  | House of Gucci                  | Domenico De Sole                         |                  |
| 2022 | Megváltó lövés                               | Savage Salvation                | Shelby John                              | Szatory Dávid    |
| 2023 |                                              | Day of the Fight                | filmrendező, forgatókönyvíró és producer |                  |
| 2024 | 234-es egység                                | Unit 234                        | Clayton                                  | Szatory Dávid    |

### Televízió
| Év        | Magyar cím                        | Eredeti cím         | Szerep            | Megjegyzések                                            |
| --------- | --------------------------------- | ------------------- | ----------------- | ------------------------------------------------------- |
| 2004      | Spartacus                         | Spartacus           | Flavius           | - minisorozat (2 epizód) - magyar hangja: - Tóth Roland |
| 2008      | Miss Austen bánata                | Miss Austen Regrets | Dr. Charles Haden | - tévéfilm - magyar hangja: - Pál András                |
| 2009–2010 | Eastwicki boszorkák               | Eastwick            | Jamie             | 8 epizód                                                |
| 2010–2013 | Boardwalk Empire – Gengszterkorzó | Boardwalk Empire    | Richard Harrow    | 33 epizód                                               |
| 2012      | Az utolsó angol úriember          | Parade's End        | Gerald            | minisorozat (3 epizód)                                  |
| 2012      |                                   | Tron: Uprising      | Rasket (hangja)   | 1 epizód                                                |
| 2014      |                                   | The Great Fire      | II. Károly        | minisorozat (4 epizód)                                  |
| 2018      | Mr. Mercedes                      | Mr. Mercedes        | Felix Babineau    | 9 epizód                                                |
| 2018      | A Romanov-dinasztia               | The Romanoffs       | Samuel Ryan       | 1 epizód                                                |
| 2020      |                                   | Manhunt             | Eric Rudolph      | 7 epizód                                                |
| 2020      | Fargo                             | Fargo               | Odis Weff         | 8 epizód (4. évad)                                      |
| 2023      |                                   | Mayfair Witches     | Lasher            | 8 epizód                                                |
| 2023–2024 | Máshon                            | Expats              | David Starr       | minisorozat (6 epizód)                                  |

## Fordítás
- Ez a szócikk részben vagy egészben  a   Jack Huston című angol Wikipédia-szócikk ezen változatának fordításán alapul.  Az eredeti cikk szerkesztőit annak laptörténete sorolja fel. Ez a jelzés csupán a megfogalmazás eredetét és a szerzői jogokat jelzi, nem szolgál a cikkben szereplő információk forrásmegjelöléseként.